# Jody Craddock
Jody Darryl Craddock (Redditch, 25 de julho de 1975) é um futebolista inglês.